# Maya Horgan Famodu
Maya Horgan Famodu là một doanh nhân, người sáng lập và đối tác người Mỹ gốc Nigeria tại Ingressive, một công ty cung cấp dịch vụ gia nhập thị trường, nghiên cứu công nghệ và vận hành thị trường cho các công ty và doanh nghiệp mở rộng sang châu Phi. Cô cũng thành lập Ingressive Capital, một quỹ đầu tư mạo hiểm đầu tư vào các công ty công nghệ có trụ sở tại châu Phi. Cô đồng sáng lập Hội nghị thượng đỉnh châu Phi tăng trưởng cao, một hội nghị kéo dài hai ngày về cách khởi động một doanh nghiệp châu Phi tăng trưởng cao và thành lập Tech Meets Entertainment Summit, một sự kiện tập trung cho các công ty công nghệ và công nghệ nổi tiếng châu Phi để xây dựng quan hệ đối tác tạo doanh thu.

## Cuộc sống ban đầu và giáo dục
Maya Horgan Famodu đến từ một người cha Nigeria và một người mẹ Mỹ. Cô đã dành phần lớn tuổi trẻ của mình ở Minnesota, Hoa Kỳ. Cô theo học trường Pomona College và tốt nghiệp Cử nhân Nghệ thuật về khoa học môi trường và hoàn thành Chương trình Prelaw tại Đại học Cornell.

## Sự nghiệp
Sau khi tốt nghiệp ra trường, Horgan Famodu làm việc tại JPMorgan Chase, trước khi bắt đầu Ingressive vào năm 2014 và Ingressive Capital vào năm 2017. Cô khởi động Ingressive Capital là kết quả của những thách thức mà bạn bè phải đối mặt trong việc nhận hỗ trợ tài chính cho doanh nghiệp của họ. Chương trình Đại sứ Khu trường Ingressive (ICA) là một sáng kiến khác của Ingressive trong các tổ chức đại học ở Nigeria, Kenya, Ghana, Nam Phi, Rwanda và Congo cung cấp tài trợ, tài nguyên và cố vấn cho sinh viên khoa học máy tính. Chương trình này có các trung tâm tại Đại học Port Harcourt, Đại học Uyo, Đại học Bách khoa Kwara, Đại học Công nghệ Ladoke Akintola, Đại học Babcock, Đại học Rivers State, Đại học Công nghệ Cross River, Đại học Tài nguyên Dầu khí Liên bang Effurun, Đại học Bêlarut ra mắt tại Ghana năm 2018. Năm 2016, cô đồng sáng lập Hội nghị thượng đỉnh châu Phi tăng trưởng cao, một hội nghị hai ngày về cách ra mắt, mở rộng quy mô và tài trợ cho một doanh nghiệp châu Phi tăng trưởng cao.

## Giải thưởng và giấy chứng nhận
Maya Horgan Famodu xuất hiện trên Forbes Châu Phi 30 Under 30 năm 2018 trong hạng mục công nghệ.

## Cuộc sống cá nhân
Maya thích đi xe máy, du lịch, khiêu vũ và vũ đạo. Cô là một blogger với Huffington Post từ năm 2012 đến 2015.